# Презумпция невиновности (фильм, 1990)
«Презумпция невиновности» (англ. Presumed Innocent) — кинофильм. Экранизация одноимённого романа Скотта Туроу. Выпущенный в общей сложности в 1349 кинотеатрах США и Канады фильм собрал 11 718 981 доллар за первые выходные, заняв первое место в прокате.

## Сюжет
Главный герой, Расти Сэбич, — окружной прокурор. Он заводит бурный роман со своей подчинённой Каролин Полимус. Солидный государственный служащий вынужден скрывать скандальную связь от сослуживцев и семьи. Однажды Полимус обнаруживают умершей насильственной смертью. Расследование поручают Расти. Понимая, что он столкнётся с конфликтом интересов, Расти пытается запутать следствие, но в итоге только усугубляет положение и сам становится подозреваемым.
Расти обращается к адвокату Сэнди Стерну, с которым до этого ему не раз приходилось сталкиваться как прокурору. В суде дело ещё более запутывается, когда оказывается, что в теле убитой обнаружили сперму, предположительно принадлежащую Расти. Одновременно выясняется, что Каролин была замешана в сложном деле, связанном с получением взяток офицерами суда.
В итоге судебного разбирательства Расти оправдывают. Уже находясь дома, он обнаруживает топор, которым была убита Каролин. Убийцей оказалась жена Расти, Барбара. Узнав об измене мужа, она сначала хотела покончить жизнь самоубийством, но потом решила, что лучше убить Полимус.

## Создатели фильма

### В ролях
- Харрисон Форд — Расти Сэбич
- Брайан Деннехи — Рэймонд Хорган
- Рауль Хулиа — Сэнди Стерн
- Бонни Беделиа — Барбара Сэбич
- Пол Уинфилд — судья Ларрен Литтл
- Грета Скакки — Каролин Полимус
- Джон Спенсер — детектив Дэн Липранзер
- Джо Грифази — Томми Мольто
- Том Мардиросян — Никко Делла Гардиа
- Анна Мария Хорсфорд — Юджиния
- Брэдли Уитфорд — Квентин «Джейми» Кемп
- Кристин Эстабрук — Лидия «Мак» Макдугалл
- Джесси Брэдфорд — Нэт Сэбич
- Джозеф Маццелло — Уэнделл Макгаффен
- Джеффри Райт — обвинитель

## Отзывы
Фильм получил в целом позитивную реакцию от критиков. На сайте-агрегаторе Rotten Tomatoes картина имеет рейтинг 86% на основании 56 критических отзывов. На сайте Metacritic рейтинг фильма составляет 72 из 100 на основании 26 отзывов.